# Molophilus worraworra
Molophilus worraworra là một loài ruồi trong họ Limoniidae. Chúng phân bố ở miền Australasia.